# Wormaldia fujinoensis
Wormaldia fujinoensis är en nattsländeart som beskrevs av Kobayashi 1980. Wormaldia fujinoensis ingår i släktet Wormaldia och familjen stengömmenattsländor. Inga underarter finns listade i Catalogue of Life.